# Les Aix-d’Angillon
Les Aix-d’Angillon ist eine französische Gemeinde mit 1.871 Einwohnern (Stand: 1. Januar 2022) im Département Cher in der Region Centre-Val de Loire. Sie gehört zum Arrondissement Bourges und zum Kanton Saint-Germain-du-Puy.

## Geografie
Etwa zwanzig Kilometer nordöstlich von Bourges gelegen befindet sich Les Aix-d’Angillon in der Champagne berrichonne. Der Ort liegt zwischen den Flüssen Colin im Westen und Ouatier im Osten.
Umgeben wird Les Aix-d’Angillon von den Nachbargemeinden Aubinges im Norden, Rians im Osten, Sainte-Solange im Süden, Soulangis im Südwesten und Westen sowie Parassy im Nordwesten.

## Bevölkerungsentwicklung
| Jahr                       | 1962 | 1968 | 1975 | 1982 | 1990 | 1999 | 2012 | 2019 |
| Einwohner                  | 1110 | 1246 | 1945 | 2146 | 2160 | 2006 | 1917 | 1889 |
| Quellen: Cassini und INSEE |      |      |      |      |      |      |      |      |

## Sehenswürdigkeiten

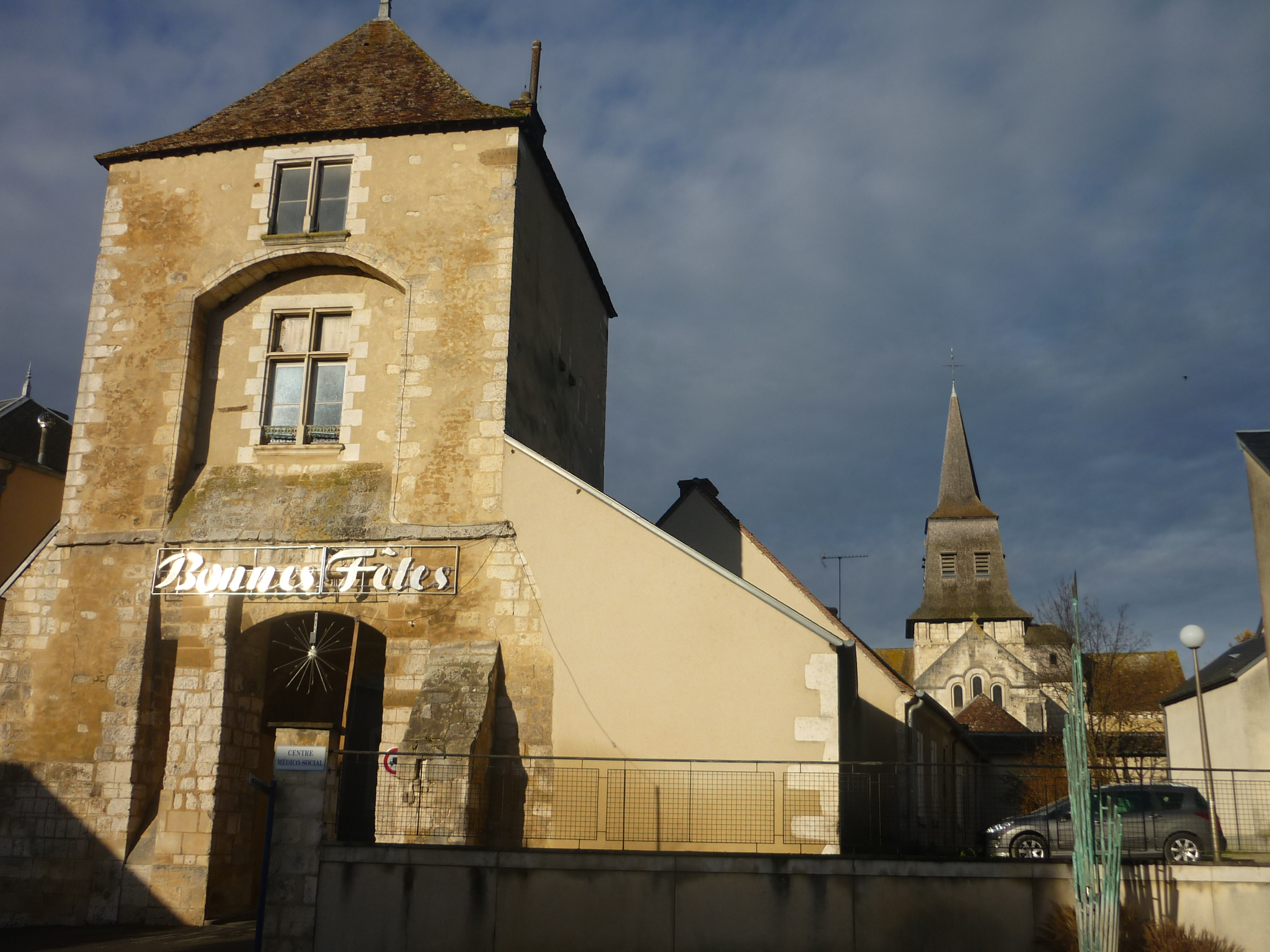
Donjon, hinten Kirche Saint-Germain

- Kirche Notre-Dame aus dem 12. Jahrhundert
- Stiftskirche Saint-Germain in Valentigney aus dem 12. Jahrhundert (siehe auch: Liste der Monuments historiques in Les Aix-d’Angillon)
- Alte Kirche Saint-Germain
- Hospiz aus dem 16. Jahrhundert
- Burgruine, erhalten ist der Donjon aus dem 15. Jahrhundert

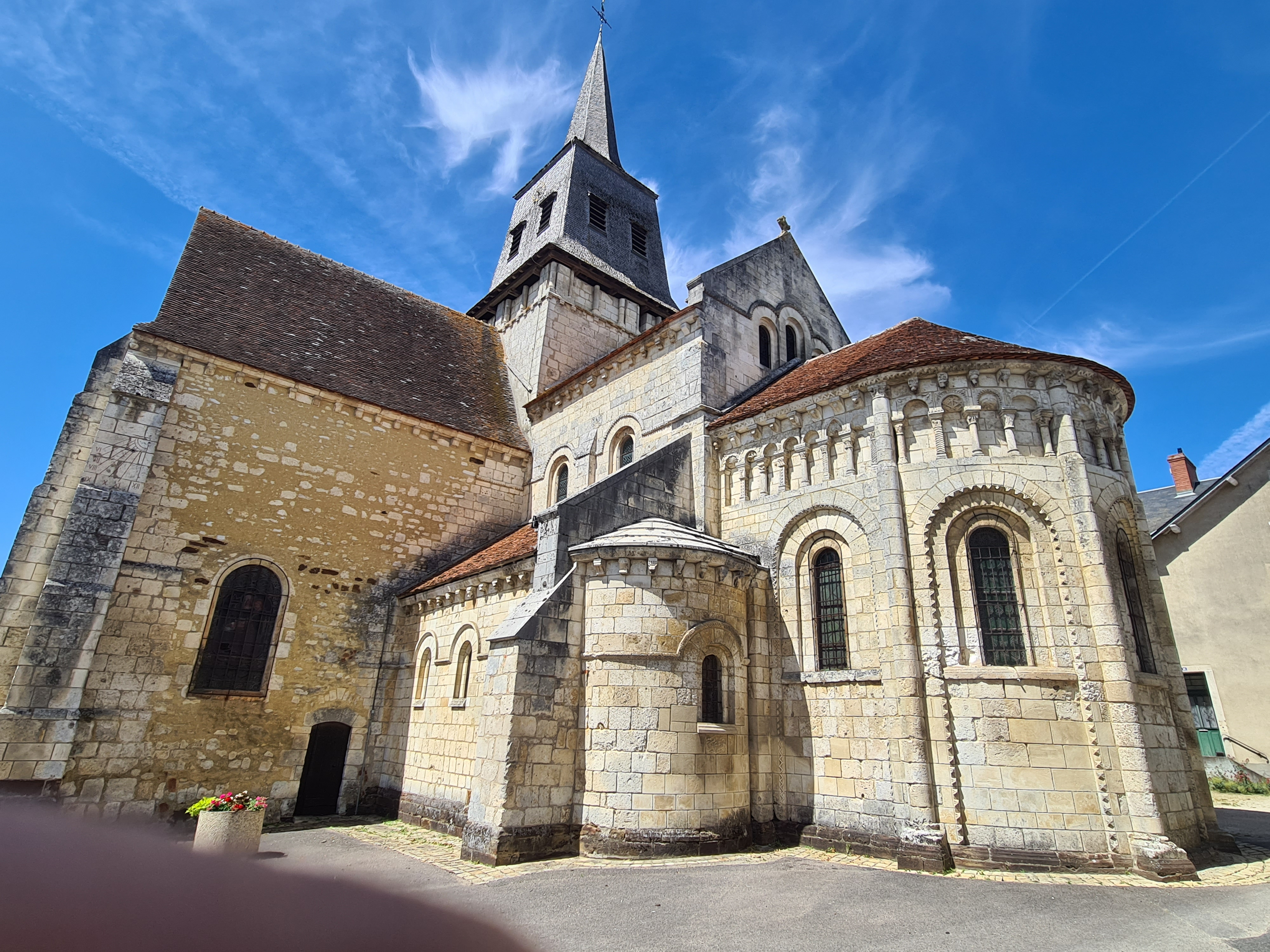
Apsis der Stiftskirche Saint-Germain